# Ракетни бацач Клопка
Ракетни бацач Клопка (енгл. Mousetrap) је америчко противподморничко оружје из Другог светског рата.

## Развој
На почетку Другог светског рата, главно противподморничко оружје на на британским и америчким ратним бродовима били су бацачи дубинских бомби. Међутим, већа брзина модерних немачких подморница смањила је њихову ефикасност на свега 3%, па су 1942. уведени вишецевни бацачи противподморничких зрна Јеж, који су избацивали плотун од 24 зрна одједном. али због велике силе удара на палубу при опаљењу плотуна (око 4.000 кг/цм2),  нису били погодни за мале бродове (патролне чамце). Зато су британска и америчка РМ увеле на мање бродове 1942. ракетни бацач, назван Клопка (енгл. Mousetrap).

## Карактеристике
Ракетни бацач Клопка састоји се од четвртастог гвозденог постоља (без штита и жироскопског стабилизатора) на којем је зглобом причвршћено 4 или 8 међусобно спојених преклопних трачница (шина) са 4, односно 8 противподморничких ракетних зрна. Гађа плотунима од 4 или 8 зрна. На брод се уграђује обично у паровима на прамцу, а опаљује електрично са командног моста.